# Vérane Frédiani
Vérane Frédiani, née le 6 mai 1974 à Marseille, est une productrice, réalisatrice, monteuse, journaliste, autrice et photographe française.
Après une carrière de journaliste et de présentatrice d’émissions consacrées au cinéma, puis dans la production et la distribution de films, elle se consacre à la réalisation de documentaires et à l’écriture de livres sur la gastronomie.

## Biographie

### Formation
Vérane Frédiani est originaire de Marseille, où elle effectue une classe préparatoire HEC au Lycée Thiers avant d’étudier à Lille et Birmingham et d’être diplômée de l’EDHEC en 1997.

### Carrière

#### Journaliste
En 1997, elle commence sa carrière en tant que journaliste et animatrice cinéma et musique sur MCM où elle présente le Cinémascope jusqu’en 2002.
En mai 2002, elle présente la montée des marches du Festival de Cannes sur Canal+ dans l’émission de Christophe Dechavanne.
En septembre 2002, elle prend la suite d’Isabelle Giordano en tant que présentatrice du Journal du Cinéma sur Canal+ pour une année.

#### Cinéma et séries
De juillet 2003 à avril 2013, elle co-fonde avec Franck Ribière et co-dirige La Fabrique de Films, société de distribution de cinéma. La société distribue principalement des films étrangers en France, avec comme spécialité les films de genre (The Descent de Neil Marshall, Severance de Christopher Smith, Le Crime farpait d’Alex de la Iglesia…), mais aussi le documentaire RIZE de David LaChapelle, Fast Food Nation de Richard Linklater, Control d’Anton Corbijn, le film collectif Paris, je t'aime, Obscénité et Vertu de Madonna ou encore Last Chance for Love de Joel Hopkins avec Emma Thompson et Dustin Hoffman).
En 2006, Vérane Frédiani produit À l’intérieur, d’Alexandre Bustillo et Julien Maury. Elle crée ensuite, en 2007, la société de production La Fabrique 2,, à travers laquelle elle produit Livide, d’Alexandre Bustillo et Julien Maury, ou encore La Meute de Franck Richard, avec Yolande Moreau, Émilie Dequenne et Benjamin Biolay, présenté au Festival de Cannes en Séance spéciale en 2010.
En 2010, elle produit Thelma, Louise et Chantal, road movie de Benoît Pétré, avec Catherine Jacob, Jane Birkin et Caroline Cellier.
En 2013, elle réalise un premier court métrage intitulé Tant qu’il y aura des hommes.
En 2018, elle participe à l’écriture du scénario du film La Femme la plus assassinée du monde, produit par Netflix sur l’actrice Paula Maxa.

#### Gastronomie
En 2010, Vérane Frédiani lance La Ferme !, société de production consacrée aux documentaires sur le milieu de la gastronomie. Elle co-écrit et monte ainsi Steak (R)évolution de Franck Ribière, à la recherche du meilleur steak du monde. En 2016, elle parcourt le monde pour réaliser le documentaire À la recherche des femmes chefs avec pour objectif de mettre en valeur les femmes travaillant dans la gastronomie, en réaction à leur faible nombre parmi les palmarès des étoiles Michelin.
À ce documentaire font suite deux ouvrages : Elles cuisinent en 2018, qui obtient le Prix Rungis des Gourmets en 2019, puis Cheffes en 2019. Ce dernier, publié aux éditions Nouriturfu, est un guide de 500 cheffes, co-écrit avec Estérelle Payany, journaliste. À elles deux, elles ont également publié sur le site de Télérama une carte de cheffes, consolidée avec la participation des internautes.
En 2016, elle fonde la société de production Francologie Ltd à Londres avec laquelle elle produit le documentaire Reinventing Mirazur, autour du chef Mauro Colagreco pendant les années Covid. Le film a été présenté au Festival de Tribeca à New York en juin 2022.
En 2021, Vérane Frédiani rend hommage à sa ville d’origine avec le livre Marseille cuisine le monde qu’elle a écrit et photographié.

## Filmographie
Sauf indication contraire, les informations mentionnées dans cette section peuvent être confirmées par les bases de données cinématographiques IMDb et Allociné,  présentes dans la section « Liens externes ».

### Réalisatrice
- 2013 : Tant qu’il y aura des hommes ! (court métrage)
- 2016 : À la recherche des femmes chefs (documentaire long métrage)
- 2020 : Look back in Angus (co-réalisatrice)
- 2022 : Reinventing Mirazur (co-réalisatrice)

### Scénariste
- 2013 : Tant qu’il y aura des hommes ! (court métrage)
- 2013 : Steak (R)évolution (long métrage documentaire, co-scénariste)
- 2015 : Steak Trip (documentaire diffusé sur Paris Première, co-scénariste)
- 2016 : À la recherche des femmes chefs (documentaire long métrage)
- 2018 : La Femme la plus assassinée du monde (long métrage, co-scénariste)
- 2020 : Look back in Angus (co-scénariste)
- 2022 : Reinventing Mirazur (co-scénariste)

### Monteuse
- 2014 : Steak (R)évolution (long métrage documentaire)
- 2015 : Steak Trip (documentaire diffusé sur Paris Première)
- 2016 : À la recherche des femmes chefs (long métrage documentaire)
- 2020 : Look back in Angus (long métrage documentaire)
- 2022 : Reinventing Mirazur (long métrage documentaire)

### Productrice déléguée
- 2007 : À l'intérieur, de Julien Maury et Alexandre Bustillo
- 2009 : Humains, de Pierre-Olivier Thévenin et Jacques Molon
- 2010 : Thelma, Louise et Chantal, de Benoît Pétré
- 2010 : La Meute, de Franck Richard
- 2011 : Livide, de Julien Maury et Alexandre Bustillo
- 2014 : Steak (R)évolution, de Franck Ribière
- 2016 : À la recherche des femmes chefs, de Vérane Frédiani
- 2020 : Looking back in Angus, de Vérane Frédiani et Franck Ribière
- 2022 : Reinventing Mirazur, de Vérane Frédiani et Franck Ribière

## Publications
- 2014 : Steak (R)evolution : à la recherche du meilleur steack du monde, Éditions de La Martinière, 255 p. (ISBN 978-2732455983 et 2732455989, OCLC 897654802), co-écrit et co-photographié avec Franck Ribière
- 2017 : Steak in France, Éditions de La Martinière, 254 p. (ISBN 9782732474854 et 2732474851, OCLC 981939516), co-écrit et co-photographié avec Franck Ribière
- 2018 : Elles cuisinent, Hachette Pratique, 224 p. (ISBN 978-2-01-705576-1 et 2016268832, OCLC 1080086181, lire en ligne), écrit et photographié, Prix Rungis des Gourmets 2019
- 2019 : Cheffes : 500 femmes qui font la différence dans les cuisines de France, Nouriturfu, 295 p. (ISBN 9782955966099 et 2955966096, OCLC 1096186674), co-écrit avec Estérelle Payany
- 2021 : Marseille cuisine le Monde, Éditions de La Martinière, 255 p. (ISBN 9782732494517 et 2732494518, OCLC 1269408277), écrit et photographié